# Троянские астероиды Нептуна

Троянские астероиды Нептуна вблизи точки L_{4}, рядом для сравнения показаны плутино

Анимация движения шести известных троянских астероидов Нептуна в точке L_{4} в системе отсчёта, вращающейся с орбитальным периодом Нептуна. Нептун показан здесь белой неподвижной точкой в правой нижней части изображения, голубым показана орбита Урана, жёлтым — Сатурна и красным — Юпитера

Троянские астероиды Нептуна (англ. Neptune trojan) — это группа астероидов пояса Койпера, движущаяся вокруг Солнца по орбите Нептуна в 60°, впереди — точка L4 или позади — точка L5 него, находясь в одной из двух точек Лагранжа орбиты Нептуна.
К ноябрю 2016 известно семнадцать астероидов данной группы, тринадцать из которых находятся вблизи точки Лагранжа L4, которая лежит в 60° впереди планеты на расстоянии около 5 млрд км от Нептуна и четыре около точки L5. Были названы так по аналогии с троянскими астероидами Юпитера.

## История открытия
Впервые астероид этой группы был обнаружен в 2001 году во время проведения программы «Глубокий обзор эклиптики», организованной NASA, но выделить их в отдельную группу астероидов удалось лишь в 2003 году. Большую важность для астрономов имело открытие астероида 2005 TN53, сделанное в 2005 году. Особенность этого астероида состоит в том, что он имеет очень большой (более 25°) наклон орбиты к эклиптике, что может свидетельствовать о довольно большой группировке астероидов в этой области, ведь многие троянские астероиды Юпитера имеют наклон и вовсе до 40°. Астрономы считают, что количество крупных троянских астероидов из группы Нептуна, размеры которых в среднем около 100 км, будет на порядок превышать число троянских астероидов из группы Юпитера.
Ещё два астероида 2005 TN74 и 2007 RW10 первоначально при открытии были отнесены к данной группе астероидов, но впоследствии были исключены из неё.
В 2010 году «Центр малых планет» сообщил об открытии первого троянского астероида Нептуна в точке L5, им оказался астероид 2008 LC18. Выявить астероиды вблизи точки L5 очень сложно, так как в настоящее время вид на область этой точки близок к яркой окрестности центра нашей галактики Млечный Путь, где находится очень большое количество звёзд, в связи с чем открытие слабых неярких объектов в этой области сильно затруднено.
29 апреля 2011 года был открыт астероид 2011 HM102, который оказался, троянским астероидом Нептуна. Это третий троянский астероид Нептуна принадлежащий отстающей от планеты на 60° точке Лагранжа L5.

## Исследования
В конце 2013 года автоматическая межпланетная станция НАСА «Новые горизонты» прошла в 1,2 а. е. от троянского астероида Нептуна 2011 HM102 , однако, никакие наблюдения не проводились так как уже шла подготовка выхода к Плутону.
В июле 2015 года было сообщено об открытии камерой DECam телескопа имени Виктора Бланко 11-го и 12-го троянцев Нептуна — 2014 QO441 и 2014 QP441. Таким образом, число троянцев в точке L4 Нептуна увеличилось до 9. Также этим обзором было обнаружено 20 других объектов, получивших обозначения Центра малых планет, в том числе 2013 RF98, обладающий одним из самых больших периодов обращения.